# حامد رجبی
حامد رجبی (زادهٔ ۱۳۶۰ همدان) فیلم‌نامه‌نویس و کارگردان ایرانی است. او دانش‌آموختهٔ کارشناسی سینما با گرایش کارگردانی از دانشگاه سوره (۱۳۸۴) و کارشناسی ارشد سینما از دانشگاه تهران (۱۳۹۰) است و علاوه بر نوشتن فیلم‌نامهٔ فیلم‌های فصل باران‌های موسمی و پرویز، کارگردانی ۸ فیلم کوتاه را در کارنامهٔ خود دارد. رجبی همچنین در سال ۱۳۷۸ دورهٔ فیلمسازی را در انجمن سینمای جوان همدان گذرانده‌است.
او برای کارگردانی فیلم مستند «شکفتن در مه» از سومین جشنواره بین‌المللی فیلم شهر در بخش «شهر و کودکان» دیپلم افتخار دریافت کرد.
نخستین فیلم داستانی بلند او در مقام کارگردان، پریدن از ارتفاع کم، که به دلیل نداشتن پروانهٔ سینمایی در جشنوارهٔ فیلم فجر پذیرفته نشد به بخش پانورامای شصت و پنجمین جشنوارهٔ بین‌المللی فیلم برلین راه یافت و برندهٔ جایزهٔ فیپرشی این بخش شد.

## فیلم‌شناسی
| سال  | عنوان              | سمت      | سمت     | توضیحات     | منابع |
| سال  | عنوان              | کارگردان | نویسنده | توضیحات     | منابع |
| ---- | ------------------ | -------- | ------- | ----------- | ----- |
| ۱۳۹۶ | درساژ              |          | آری     | فیلم بلند   |       |
| ۱۳۹۳ | پریدن از ارتفاع کم | آری      | آری     | فیلم بلند   |       |
| ۱۳۹۱ | پرویز              |          | آری     | فیلم بلند   |       |
| ۱۳۹۱ | دوچرخه‌سواری        | آری      | آری     | فیلم کوتاه  | [ ۷ ] |
| ۱۳۸۸ | فصل باران‌های موسمی |          | آری     | فیلم بلند   |       |
| ۱۳۸۸ | گردش               | آری      | آری     | فیلم کوتاه  | [ ۸ ] |
| ۱۳۸۷ | شکفتن در مه        | آری      | آری     | مستند کوتاه | [ ۸ ] |
| ۱۳۸۷ | مردان سرزمین من    | آری      | آری     | مستند بلند  | [ ۸ ] |
| ۱۳۸۶ | زمین سوخته         | آری      | آری     | فیلم کوتاه  | [ ۸ ] |
| ۱۳۸۴ | مهمانی خداحافظی    | آری      | آری     | فیلم کوتاه  | [ ۸ ] |
| ۱۳۸۲ | مکالمه             | آری      | آری     | فیلم کوتاه  | [ ۸ ] |
| ۱۳۸۰ | برهنه در باد       | آری      | آری     | فیلم کوتاه  | [ ۸ ] |
| ۱۳۷۸ | دلتنگی‌های شبانه    | آری      | آری     | فیلم کوتاه  | [ ۸ ] |